# Goldisthal-Unterbecken
Das Unterbecken des Pumpspeicherkraftwerks Goldisthal wurde im Jahr 2001 von der Vattenfall Europe AG in Betrieb genommen. Es hat einen Speicherraum von rund 19 Mio. m³ und liegt bei Goldisthal in Thüringen. Gestaut wird die Schwarza (Saale). Neben der Funktion als Pumpspeicherkraftwerk dient das Becken auch dem Hochwasserschutz im Schwarzatal.
Zu den Stauanlagen des Pumpspeicherkraftwerks gehören weiterhin das Goldisthal-Oberbecken und die Vorsperre Gräftiegelsperre.
Die Hauptsperre hat einen Steinschüttdamm mit einer Außendichtung aus Asphaltbeton als Absperrbauwerk. Das Speicherbecken ist 2400 m lang und bis zu 900 m breit.

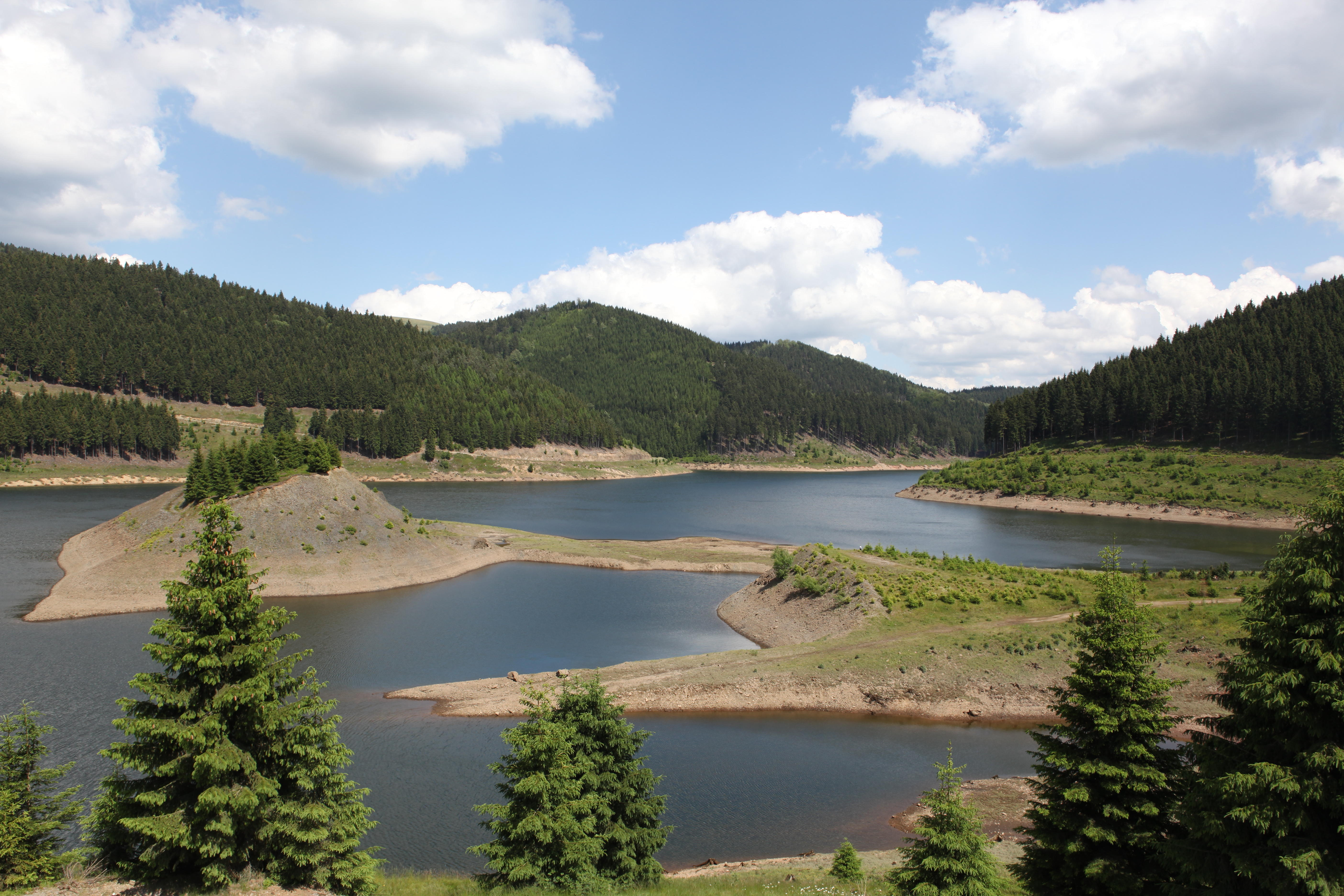
Stausee mit der Vogelinsel